# Vụ án năm Canh Tý
Vụ án năm Canh Tý xảy ra vào tháng 9 năm Canh Tý (1780). Đây là một vụ án lớn đã xảy ra ngay trong phủ chúa Trịnh, mà bên nguyên đơn là Nguyễn Huy Bá, người theo phe Tuyên Phi Đặng Thị Huệ; và bị can là Trịnh Khải (còn có tên là Tông, con trưởng của Tĩnh Đô vương Trịnh Sâm), cùng với một số đại thần đương thời. Theo sử Việt thì vụ án này đã làm cho nội bộ nhà Lê - Trịnh ở Đàng Ngoài thêm rạn nứt, thêm suy yếu.

## Nguyên nhân
Nguyên nhân vụ án là do Trịnh Khải là con trưởng đã lớn dẫu vậy nhưng ngôi Thế tử vẫn bị bỏ ngỏ mà trong khi đó chúa Trịnh Sâm lại hết mực cưng sủng Đặng Thị Huệ và con trai Trịnh Cán. Vì vậy Trịnh Khải lo sợ một ngày không xa cha sẽ sắc phong Trịnh Cán làm Thế tử chứ không phải mình. Vả lại, khi đó lại có tin đồn rằng chúa Trịnh Sâm đang bị bệnh rất nặng, nên Trịnh Khải nghĩ rằng phải gấp rút hành động để giành thế chủ động vốn thuộc về mình trước phe Tuyên phi.

## Diễn biến

### Mưu đồ
Trịnh Khải bàn mưu với gia thần là Đàm Xuân Thụ, Thế Thọ, Thẩm Thọ và Vĩnh Vũ bí mật sắm sửa vũ khí, chiêu tập dũng sĩ, để chờ thời cơ giết chết Đặng Thị Huệ và Hoàng Đình Bảo. Ngoài ra, Trịnh Khải còn ngầm liên kết với Trấn thủ Sơn Tây là Hồng lĩnh hầu Nguyễn Khản, Trấn thủ Kinh Bắc là Tuân sinh hầu Nguyễn Khắc Tuân để sẵn sàng hỗ trợ việc tranh ngôi Thế tử của mình.

### Vỡ lở
Sách Khâm định Việt sử thông giám cương mục, có kể rằng: Quan Đốc đồng Kinh Bắc là Ngô Thì Nhậm từng giữ việc ngày ngày giảng sách cho (Trịnh) Khải, cũng rất được Khải thân yêu. Tên đầy tớ, cũng là học trò của (Thì) Nhậm lúc này đang giữ sách cho Khải là Hà Như Sơn biết được cơ mưu trên, bèn nói với Nhậm.
Bấy giờ có viên Cấp sự trung là Nguyễn Huy Bá, vốn tính ưa giảo hoạt, từng vì tội tham ô mà bị bãi chức. Bá cho con dâu vào thị tì, hầu hạ Đặng Thị (Huệ), lại còn sai người thân tín vào cầu cạnh để làm môn hạ của Nguyễn Khắc Tuân (là người đối nghịch với phe Đặng Thị Huệ). Nhờ kẻ thân tín này, mà Bá dò biết được cơ mưu, liền tố cáo ngay với Đặng Thị (Huệ). (Ngô Thì) Nhậm cũng phụ họa với Đặng Thị, bèn cùng với Bá hợp mưu tố cáo rằng Khải đã lén lút liên hệ với hai viên trấn thủ (Sơn Tây & Kinh Bắc) để làm chuyện phản nghịch. (Trịnh) Sâm giận lắm, cho triệu (Hoàng) Đình Bảo vào phủ bàn việc này. 
(Trịnh) Sâm muốn trị tội ngay, song (Hoàng) Đình Bảo can rằng: "Sở dĩ (Trịnh) Khải dám làm chuyện ghê gớm này, chung quy cũng vì có hai viên trấn thủ Sơn Tây & Kinh Bắc chủ mưu. Nay, cả hai người này đang cầm quân ở ngoài, nếu vội vàng trị tội thì sợ là sẽ có biến cố khác. Vậy chi bằng hãy triệu hết hai viên trấn thủ ấy về triều rồi hãy trị tội cũng không muộn". (Trịnh) Sâm cho lời ấy là phải.

### Bị kết án
Nghe theo lời bàn của Hoàng Đình Bảo, chúa Trịnh Sâm bèn hạ lệnh triệu hồi Nguyễn Khản về kinh, rồi cho bí mật bắt hết bè đảng của viên trấn thủ này. Đồng thời, chúa cũng cho triệu Nguyễn Khắc Tuân về triều. Sau khi giam tất cả lại, chúa sai Ngô Thì Nhậm cùng viên hoạn quan là Phạm Huy Thức cùng lo việc tra khảo. Bất ngờ, cha Ngô Thì Nhậm là Ngô Thì Sĩ mất, nên ông phải về chịu tang, nên chúa dùng Lê Quý Đôn để thay.
Kết cục, theo Khâm định Việt sử thông giám cương mục, thì:  Đàm Xuân Thụ, Thế Thọ, Thẩm Thọ và Vĩnh Vũ đều bị giết. Nguyễn Khản, Nguyễn Khắc Tuân đều bị giam vào ngục, còn Nguyễn Phương Đính (hoặc Định) bị kết tội nuôi dưỡng Trịnh Khải không nên người, bị lột hết chức tước và đuổi về làng. Sau, Nguyễn Khắc Tuân và Chu Xuân Hán đều uống thuốc độc mà chết. Riêng Trịnh Khải bị phế, chỉ được ở ngôi nhà ba gian, ăn uống đi lại đều không được tự do.
Sách Lê Quý dật sử do Bùi Dương Lịch soạn, còn cho biết người nhũ mẫu của Trịnh Khải là Thị Quỳnh (vợ của người lính Sơn Tây là Quỳnh Tài, nhờ có nhiều sữa tốt, nên được làm vú nuôi) chạy trốn ở Sơn Tây, vào làm bà vãi ở chùa, (cũng) bị lính đuổi theo, bắt được giải về kinh, chúa cho voi đực dày xéo.
Ở sách Hoàng Lê nhất thống chí, chỉ ghi ba đại thần theo phe Trịnh Khải đều phải mất mạng, đó là: Khê trung hầu, Tuân sinh hầu (Nguyễn Khắc Tuân) đều uống thuốc độc tự tử, Nguyễn Quốc Tuấn (thuộc hạ của Khắc Tuân) bị án chém; còn Trịnh Khải bị quản thúc ngặt trong một ngôi nhà ba gian.
Thấy nhiều người bị án, ai nấy đều ái ngại nhưng không dám nói ra. Bấy giờ, chỉ có viên Tri châu là Lê Vĩ, dâng thư xin tội cho Trịnh Khải, nhưng thư ấy không được chúa Trịnh Sâm xem xét. Ngay trong năm này, mặc dù Trịnh Cán chỉ mới 4 tuổi vẫn được lập làm Thế tử, và Quận Huy được cử làm A phó để phò tá.

### Hậu quả
Vụ án năm Canh Tý đã làm cho triều đình Lê-Trịnh bị tổn thất nhân sự, nội bộ nhà Lê - Trịnh thêm rạn nứt và suy yếu. Phe Trịnh Khải thất thế và phe Đặng Tuyên phi - Trịnh Cán thắng thế. Tuy nhiên, cục diện này không duy trì lâu, chỉ 2 năm sau, Trịnh Sâm chết, phe Trịnh Tông lại trỗi dậy, xảy ra loạn kiêu binh giết quận Huy và lật đổ Trịnh Cán, sau đó còn làm hỗn loạn và khổ sở cho rất nhiều người trong suốt mấy năm liền, khiến Bắc Hà thêm suy yếu. (Xem Nạn kiêu binh).

## Nghi vấn
Đốc đồng trấn Kinh Bắc Ngô Thì Nhậm có phải là người đồng tố giác việc mưu sự của phe Trịnh Khải hay không, vẫn còn là một nghi vấn trong sử Việt.
Kết tội Ngô Thì Nhậm, có Khâm định Việt sử thông giám cương mục. Sách này chép:
Trước khi Ngô (Thì) Nhậm tố cáo cơ mưu của Trịnh Khải, có đem bàn với cha là Ngô (Thì) Sĩ. Ngô (Thì) Sĩ cố sức ngăn... Đến khi hay tin Ngô (Thì) Nhậm đã tố cáo, Ngô (Thì) Sĩ buồn bực mà uống thuốc độc tự tử. Ngô (Thì) Nhậm, vì có công tố giác, được thăng làm Hữu Thị lang bộ Công, nhưng thiên hạ lúc ấy lại có câu rằng: "Sát tứ phụ nhi Thị lang", nghĩa là "giết bốn người cha mà làm Thị lang".
Và sách Lê Quý dật sử: 
... (Ngô Thì) Sĩ thấy con bè đảng xu phụ Tuyên Phi (Đặng Thị Huệ), vu khống Thế tử, ông bất bình, ra sức khuyên ngăn, nhưng (Ngô Thì) Nhậm không nghe, ông phẫn uất uống thuốc độc tự tử... (Sau vụ án) cất nhắc Ngô Thì Nhậm làm Công bộ tả thị lang, vì tố cáo Thế tử (Trịnh Khải) nên được ban thưởng, thăng vượt cấp bảy lần.
Bênh vực ông, có Hoàng Lê nhất thống chí. Theo sách này thì chỉ có một mình Nguyễn Huy Bá đứng ra tố giác. Sách này còn kể ông Nhậm đã có lời khuyên Nguyễn Khắc Tuân phải hỏa tốc về kinh can ngăn Trịnh Khải dừng lại cơ mưu, nhưng không được nghe. Đến khi ông Tuân bị bắt giam, ông Nhậm định tìm cách gỡ tội, nhưng vì việc tang nên phải về.
Tuy nhiên người đương thời là Phạm Đình Hổ cho rằng Ngô Thì Chí khi viết Hoàng Lê nhất thống chí đã che đậy cho Ngô Thì Nhậm:
Năm Canh Tý phát ra cái án của Thế tử là do Ngô Thì Nhậm. Ông Thì Nhậm nhờ công ấy được thăng làm Công bộ thị lang. Người thời bấy giờ có câu: "Giết bốn cha mà được thị lang, trung cần chí hiếu". Cái lỗi của Thì Nhậm, dư luận không dung thứ. Khi em là ông Thì Chí vào làm Thiêm tri hình phiên, có soạn bộ sách Nhất thống chí; chép về cái mật án ấy, cũng có che đậy đi ít nhiều. Nhưng về những việc trong cung phủ thì chép được tường lắm, không nên nhất nhất đều chê cả.
Năm Nhâm Dần (1782), quân ưu binh giết Hoàng Đình Bảo, bỏ Trịnh Cán và Đặng Thị Huệ, lập Trịnh Khải lên làm chúa. Bị cho là người có liên quan đến vụ án Canh Tý, Ngô Thì Nhậm phải trốn về quê vợ ở Bách Tính, Nam Định (nay là Bách Tính, Nam Hồng, Nam Trực, Nam Định) lánh nạn, rồi theo giúp nhà Tây Sơn. Chính vì vậy, có người cho rằng sử nhà Nguyễn và Lê Quý dật sử đều có cái nhìn không mấy thiện cảm về ông; còn sách Hoàng Lê nhất thống chí, các tác giả đều là người cùng họ Ngô Thì, nên có thể có thiên vị. 